# Маньярія
Маньярія (баск. Mañaria, ісп. Mañaria) — муніципалітет в Іспанії, у складі автономної спільноти Країна Басків, у провінції Біская. Населення — 496 осіб (2009).
Муніципалітет розташований на відстані близько 310 км на північ від Мадрида, 25 км на південний схід від Більбао.

## Демографія
Динаміка населення (INE ):

## Галерея зображень

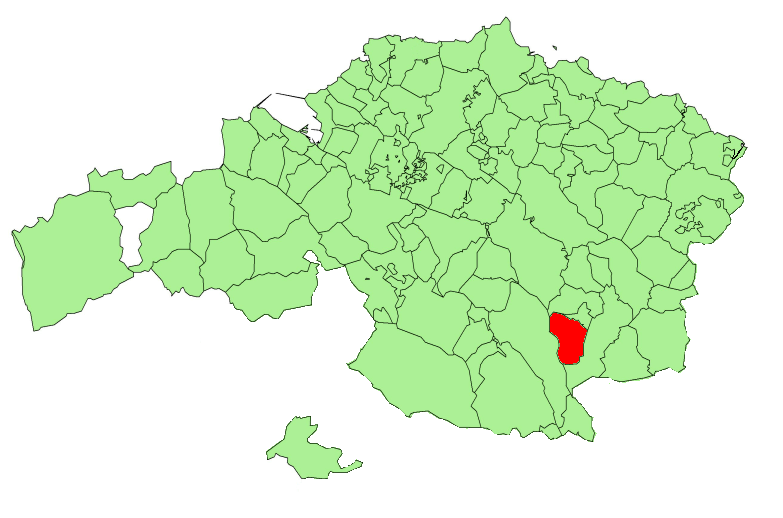
Розташування муніципалітету
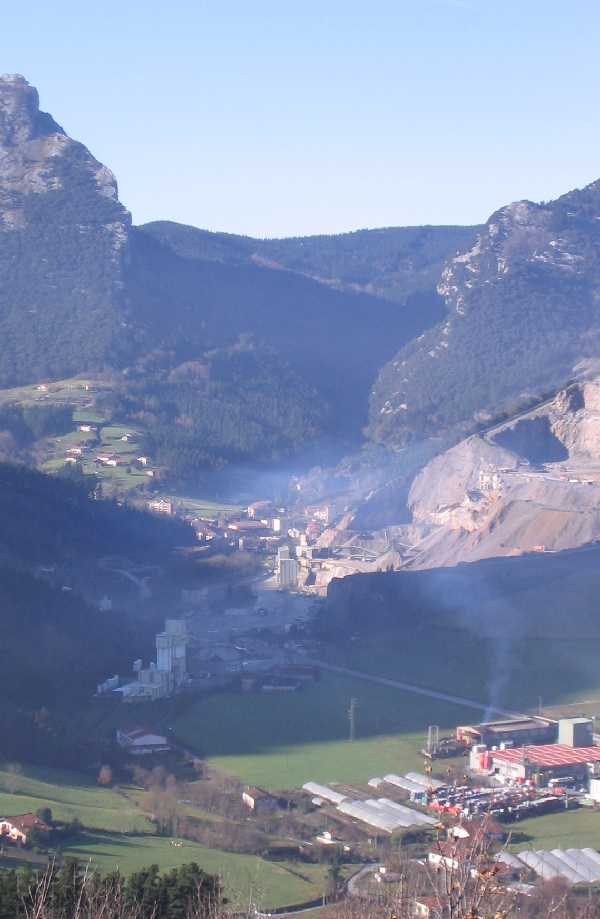
Панорама
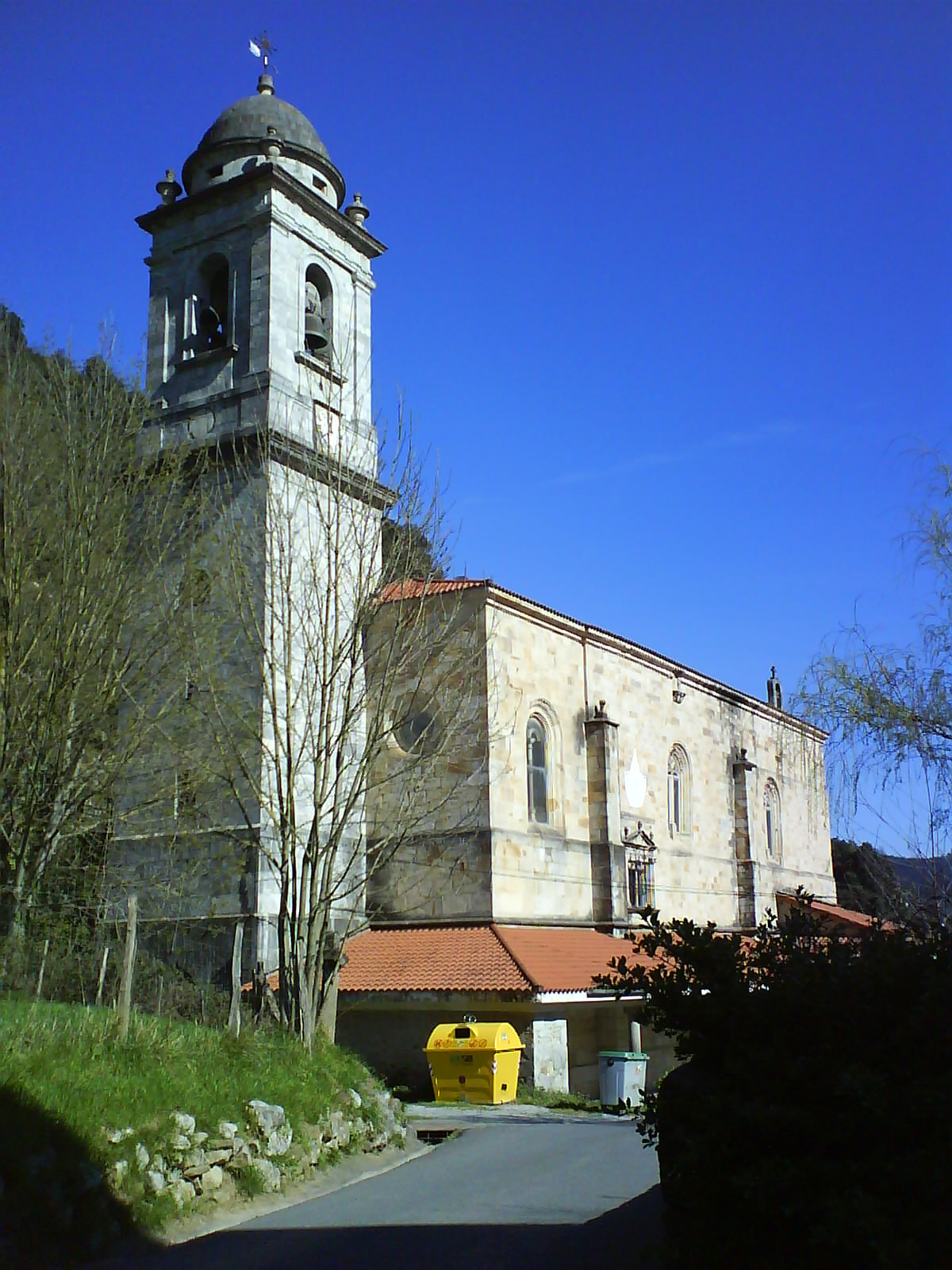
Церква Санта-Марія